# Девојчица са бресквама (слика)
Девојчица са бресквама (рус. Девочка с персиками, Девочка с персиками) је слика руског сликара Валентина Серова из 1887.
Сматра се једним од највећих и најпознатијих Серовљевих дела. Његов пријатељ и биограф, руски историчар уметности Игор Грабар, прогласио је слику „ремек-делом руског сликарства“. Према наводе књиге 1000 цртежа генија, стил слике (и рани Серовљев стил уопште) „има много заједничког са француским импресионистима, [Серов] се није упознао са њиховим радом све док није насликао слику.]".

## Историја
На слици је приказана једанаестогодишња Вера Мамонтова, ћерка руског предузетника и мецене Саве Мамонтова.
Сликано је на Абрамцеву, имању недалеко од Москве. У власништву писца Сергеја Аксакова, Абрамцево је постало један од центара руске културе. Међу људима који су боравили на имању били су сликар Иља Рјепин, писац Иван Тургењев, сликар Михаил Врубел и вајар Марк Антоколски. То је било удобно место за уметнике не само да се окупљају и разговарају о важним темама, већ и да живе и стварају.
Валентин Серов је познавао  Веру Мамонтову од детињства, јер је често посећивао  имање Абрамцево, а понекад је чак и живео тамо дуже време.
Све што сам желео је свежина, та специјална свежина коју увек можеш осетити у стварном животу а не видиш на сликама. Сликао сам преко месец дана и мучио сам јем јадно дете, до смрти, јер сам желео да сачувам свежину на завршеној слици, као што можеш видети на старим радовима великих мајстора.
Године 1887. слика је добила прву награду на изложби Московског друштва љубитеља уметности.
Модел Веру Мамонтову такође је насликао Виктор Васњецов у 'Девојци са јаворовом гранчицом' (1896). Вера се удала за шефа Московске племићке лиге, будућег тужиоца. Имали су троје деце. Године 1907. са 32 године, добила је упалу плућа и умрла само неколико дана касније. Сахрањена је у Абрамцеву.

## Интернет мим
Слика је изнедрила руски интернет мим, у којем је девојка смештена у хумористичне сцене или је замењена другом особом или ликом. Једна од измењених слика приказује девојку како седи за веома великим столом прекривеним свим врстама јела и носи назив „Девојка са бресквама: пуна верзија“.